# Campos Belos
Campos Belos est une municipalité brésilienne de l'État de Goiás et la microrégion de la Chapada dos Veadeiros.